# Laras Dua
Laras Dua is een bestuurslaag in het regentschap Simalungun van de provincie Noord-Sumatra, Indonesië. Laras Dua telt 2604 inwoners (volkstelling 2010).